# Tonisk immobilitet
| Tonisk immobilitet |
| --- |
| Opossum med frysreaktion. - Betydelse – omedveten kroppslig reaktion på akut fara - Omständighet – fysiskt angrepp, ofta med livsfara - Syfte – förvirra angriparen, minska fysisk skada - Risker – PTSD och depression - Olika ord – frysreaktion, "spela död", (engelska) frozen fright |

Tonisk immobilitet eller frysreaktion (engelska: frozen fright) är ett beteende som uppvisas av människor eller andra djur i samband med akut fara mot individen. Det innebär orörlighet, något som antingen kan förvirra angriparen eller lindra angreppets skadlighet. Begreppet benämns hos djur ofta "spela död", men reaktionen är varken medveten eller viljestyrd. 

## Funktion
Den toniska immobiliteten är en reaktion på akut fara. Den syns ofta hos ett bytesdjur som blir anfallet av ett rovdjur, och där är syftet att förvirra predatorn. Ett djur som "spelar död" blir orörligt och stelt, med akut förlorad muskelstyrka. Detta tillstånd kan kallas katalepsi, och djurets normala reaktioner på stimuli, såsom beröring, trubbas av kraftigt eller uteblir. Beteendet avskräcker sådana predatorer som bara äter byten som de själva fångat och dödat, till exempel kattdjur.

## Olika djur
Ett exempel på ett djur som spelar död för att avvärja hot är nordamerikansk opossum. Även en del ormar, bland annat snok, spelar döda om de inte kan komma undan ett hot på annat sätt. Hos några skalbaggar förekommer också ett antal exempel på knepet att spela död. De drar vid beröring sina extremiteter mot kroppen och störtar mot marken när de vistades på en upphöjd plats. Sedan utför de inga rörelser.

### Människan
Uttrycket "spela död" är egentligen inte korrekt, eftersom det är en kroppsreaktion som kommer omedvetet. "– Djuren spelar inte döda utan det är en kroppsreaktion som kommer automatiskt. När vi för över det på människor så fungerar det på precis samma sätt", säger forskaren Anna Tiihonen Möller i en intervju med SVT. Reaktionen kan förekomma hos sju av tio offer för våldtäkt, och hos cirka hälften av de intervjuade i en svensk undersökning 2017 var reaktionen av extremt slag. Den ofrivilliga frysreaktionen anses öka risken att drabbas av PTSD och depression.